# Spur der Wölfe (Lehane)
Spur der Wölfe (Originaltitel Mystic River) ist ein Roman des US-Amerikaners Dennis Lehane aus dem Jahr 2001. Er handelt von drei Jugendfreunden, deren Leben von einem Verbrechen überschattet wird. Als Erwachsene sehen sie sich, als eine weitere Gewalttat geschieht, erneut mit dieser Vergangenheit konfrontiert. Namensgeber für den Roman ist der Fluss Mystic River in Massachusetts, USA. Clint Eastwoods Filmversion des Romans wurde 2004 mit zwei Oscars ausgezeichnet. Parallel zur Veröffentlichung des Films erschien das Werk im deutschsprachigen Raum in mehreren Auflagen unter dem Titel Mystic River.

## Handlung
Schauplatz ist East Buckingham, ein fiktives, raues Arbeiterviertel in Boston. Die Vorgeschichte behandelt die Kindheit von Jimmy Marcus, Dave Boyle und Sean Devine. Während die Jungen spielen, locken zwei Männer, die sich als Ordnungshüter ausgeben, Dave in ein Auto. Tagelang wird er missbraucht, dann kann er fliehen. Danach ist nichts mehr wie vorher: Dave wird von seiner Mutter abgeschirmt und das schlechte Gewissen hält seine Freunde fern.
25 Jahre später haben alle drei Familien gegründet und wohnen noch in der gleichen Gegend, jedoch kreuzen sich ihre Wege nur noch selten. Jimmy, der ehemalige Unterweltboss, führt einen Laden und wacht über das Privatleben seiner ältesten Tochter Katie. Sean ist ein Polizist geworden, seine Frau ist ihm schwanger durchgebrannt und ruft ihn ständig an, ohne sich zu melden. Dave, seit dem Verbrechen schwer gezeichnet, spielt mit seinem Sohn Hockey und hat Jimmys Cousine geheiratet.
Eines Nachts kommt Dave blutüberströmt nach Hause und erzählt seiner Frau, einen Räuber erschlagen zu haben. Am Tag darauf wird Katies Leiche gefunden. Sean übernimmt den Fall, und alle Indizien deuten auf Dave als Täter. Als auch noch Daves Frau ihn für Katies Mörder hält, lässt sich der Lauf der Dinge nicht mehr aufhalten.

## Auszeichnungen
- 2002: Anthony Award in der Kategorie Bester Roman
- 2002: Barry Award in der Kategorie Bester Roman
- 2002: Dilys Award
- 2003: Prix Mystère de la critique

## Verfilmung
Der Roman wurde von Clint Eastwood im Jahr 2003 verfilmt.

## Ausgaben
- Spur der Wölfe, dt. von Andrea Fischer; Ullstein, München 2002. ISBN 3-550-08362-9
- Mystic River, gleiche Übersetzung; Ullstein, München 2003. ISBN 3-548-25796-8
- Neuübersetzung: Mystic River, dt. von Sky Nonhoff; Diogenes, Zürich 2014. ISBN 978-3-257-24300-0